# Bestia (film 2003)
Bestia (ang. Belly of the Beast) – film akcji z 2003 roku.

## Fabuła
Dwie amerykańskie turystki zostają uprowadzone w Tajlandii przez grupę islamskich fundamentalistów. Jedna z nich, Sara, jest córką amerykańskiego senatora, a druga, Jessica, córką byłego agenta CIA Jake'a Hoppera. Ponieważ negocjacje władz z terrorystami nie przynoszą efektów, Jake wyrusza sam do Tajlandii, by dotrzeć do porywaczy i uratować córkę.

## Obsada
- Steven Seagal: Jake Hopper
- Byron Mann: Sunti
- Monica Lo: Lulu
- Tom Wu: Generał Jantapan
- Sara Malakul Lane: Jessica Hopper
- Patrick Robinson: Leon Washington
- Vincent Riotta: Fitch McQuad
- Norman Veeratum: Suthep
- Elidh MacQueen: Sara Winthorpe